# Chronologie de l'histoire du Québec (1867 à 1899)
Cette section de la chronologie de l'histoire du Québec concerne les événements entre l'entrée en vigueur de l'Acte de l'Amérique du Nord britannique et la fin du XIXe siècle.

## Années 1860
- 1867 - L'Acte de l'Amérique du Nord britannique est adopté au Parlement britannique et reçoit la sanction royale. La Confédération se compose à ce moment de quatre provinces. Le Bas et le Haut-Canada, qui formaient le Canada-Uni depuis 1840, deviennent la province de Québec et celle de l'Ontario. Se joignent à celles-ci la province du Nouveau-Brunswick et celle de la Nouvelle-Écosse.
- 1867 - La province de Québec créée en 1867 utilise la carte électorale de 1853 avec ses 65 circonscriptions jusqu'en 1890. Cependant, l'article 80 de l'Acte de l'Amérique du Nord britannique impose une protection à 12 comtés à majorité anglophone (Pontiac, Ottawa, Argenteuil, Huntingdon, Missisquoi, Brome, Shefford, Stanstead, Compton, Wolfe-et-Richmond, Mégantic et Ville de Sherbrooke). Certaines ont fait l'objet de modifications avec l'accord de leurs représentants. Les nouvelles circonscriptions héritaient des privilèges de ces dernières. Au moment de leur abolition en 1970, 17 comtés bénéficiaient de ce statut.
- 1867 - Élection générale (Québec) : En août, les premières élections provinciales ont lieu. Les bleus (conservateurs) soutiennent la confédération nouvellement adoptée alors que les rouges (libéraux) s'y opposent. Les conservateurs remportent la majorité des sièges. 55 % des Québécois votent pour les conservateurs, qui sont déjà au pouvoir, alors que 45 % votent pour les libéraux. En Nouvelle-Écosse, le parti politique opposé à la confédération est élu avec une très grande majorité des voix.
- 1867 - L'élection s'amorce le 29 août dans certains comtés et de poursuit sur une base géographique. Elle dure deux jours à chaque fois. Elle prendra fin le 12 septembre dans le comté de Rimouski. Les candidats ont le droit de briguer les suffrages tant au fédéral qu'au provincial et exercer un double mandat.
- 1867 - Une loi scolaire institue le Ministère de l'Instruction Publique.
- 1868 - Thomas D'Arcy McGee, député de Montréal-Ouest, est assassiné par Patrick Whelan, un fenian irlandais.
- 1868 - Pierre-Joseph-Olivier Chauveau institue le premier ministère de l'Instruction publique au Canada. Il sera aboli en 1875.
- 1868 - Des marchands de Montréal promettent 1 800 $ par année et le gouvernement du Québec accorde 1 000 $ pour l'établissement d'une école de génie civil et de génie minier à l'Université McGill.
- 1868 - Une loi scolaire amorce la division du système d'éducation en deux secteurs confessionnels.
- 1868 - On relâche 25 moineaux domestiques en provenance d’Irlande pour combattre les insectes.
- 1868 - Chaleurs extrêmes, sécheresse et incendies.
- 1869 - Organisation du Conseil Provincial de l’Agriculture.
- 1869 - Loi autorisant la formation et l’encouragement de sociétés de colonisation.
- 1869 - Grève de 9 semaines des cordonniers de Québec ; cette grève est dénoncée par les évêques du Québec ; l'armée canadienne est appelée, un dirigeant syndical est abattu par les militaires au cours d'une manifestation des grévistes

## Années 1870
- 1870 - Le Conseil de l'Instruction publique aborde pour la première fois la question de la définition des structures scolaires et des niveaux d'enseignement.
- 1870 - Un incendie majeur ravage la région du Saguenay–Lac-Saint-Jean et laisse un tiers de la population sans abri.
- 1871 - Le 25 septembre, décès de Louis-Joseph Papineau.
- 1871 - Élection générale (Québec) : Les conservateurs remportent la majorité des sièges.
- 1871 - Le 11 novembre 1871, après une présence de plus de 112 ans, la garnison britannique, qui compte environ 1000 soldats, quitte la ville de Québec pour retourner en Angleterre.
- 1872 - Adoption par le Parlement du Canada de la Loi des unions ouvrières ; cette loi rend légales les associations de travailleurs et la grève jusque-là prohibées.
- 1872 - Création du Conseil des Arts et Manufactures dont la responsabilité est d’ouvrir à travers toute la province des écoles d’arts et métiers à l’intention des artisans manufacturiers. En 1886, on en retrouvait douze et 1 146 élèves y étaient inscrits.
- 1872 - Implantation de la communauté des Frères du Sacré-Cœur.
- 1873 - La Chambre des communes vote une loi abolissant le double mandat : il n'est plus possible pour une même personne d'être élue à la fois au fédéral et au provincial.
- 1873 - Le gouvernement fédéral prend à sa charge les dettes des provinces antérieures à la Confédération.
- 1873 - Fondation de l’École polytechnique de Montréal. Celle-ci a été rendue possible grâce à une subvention du gouvernement provincial qu’avait refusée, en 1871, l’Université Laval par crainte d’ingérence politique. L’École polytechnique accueillera ses premiers étudiants en janvier 1874.
- 1874 - Le Parlement du Québec décrète l'abolition du double mandat.
- 1874-1879 - Grande dépression économique au Canada ponctuée de plusieurs grèves et de nombreuses diminutions des conditions de travail.
- 1875 - Une loi scolaire abolit le Ministère de l'Instruction Publique qui avait été créé en 1867 et rétablit les fonctions de Surintendant de l'Instruction Publique.
- 1875 - 22 février - Inauguration de la Bourse de Montréal.
- 1875 - 23 février : Nouvelle loi électorale : le vote est maintenant secret et se tient le même jour dans toutes les circonscriptions.
- 1875 - Élection générale (Québec) : Les conservateurs remportent la majorité des sièges.
- 1875 - Le gouvernement de Boucherville abolira le Ministère de l'éducation qui venait d'être créé en 1868. Attisé par le clergé, le mot d'ordre à l'époque était «L'État hors de l'école!».
- 1875 - Le Québec devient le premier producteur de phosphate au Canada avec son gisement de la vallée de la Lièvre, dans l'Outaouais.
- 1876 - Inauguration du chemin de fer Intercolonial entre Québec et Halifax.
- 1876 - Joseph Fecteau, fermier, découvre de l'amiante dans le canton de Thetford.
- 1876 - Le code criminel canadien est amendé pour rendre légal le fait de dresser des piquets de grève par les syndiqués.
- 1876 - L’Université Laval établit une succursale à Montréal. Cette succursale deviendra, en 1920, l’Université de Montréal.
- 1877 - Fondation de la Société de géographie de Québec.
- 1877 - Un mandement des évêques établit une différence entre le libéralisme politique et le libéralisme catholique.
- 1877 - Publication du journal provincial de l'agriculture.
- 1878 - Le 12 juin, une manifestation de 3 000 grévistes et chômeurs tourne à l’émeute à Québec. Ils voulaient ainsi s’opposer à la baisse de salaire décrétée par leur employeur qui profite du contexte de chômage élevé pour diminuer de ,60¢ à ,50¢ par jour les salaires de ses employés qui travaillent à la construction du Parlement de Québec. L’armée est appelée en renfort, un manifestant est tué, un autre grièvement blessé.
- 1878 - Découverte d'un gisement d'amiante par William Jeffrey dans la région d'Asbestos et début de l'exploitation d'amiante à la mine Bell, à Thetford Mines. L'exploitation de l'amiante à la mine d'amiante Jeffrey commencera en 1881.
- 1878 - La Législature est saisie d'un projet d'impôts.
- 1878 - Élection générale (Québec) : Les conservateurs gagnent plus de sièges que les libéraux, mais le libéral Henri-Gustave Joly de Lotbinière devient néanmoins premier ministre.
- 1878 - Le Parlement du Québec adopte une loi abolissant le Conseil législatif du Québec, cependant celui-ci refuse de voter en faveur de sa propre disparition.
- 1879 - À Montréal, fondation du journal La Patrie.
- 1879 - Les règlements du hockey sur glace sont fixés par trois étudiants de l'Université McGill.

## Années 1880
- 1880 - Le Québec adopte la première loi sur les mines, l'Acte général des mines de Québec. Cet acte attribue au gouvernement la propriété du sous-sol. Il devient propriétaire de toutes les mines sur son territoire, lesquelles seront concédées à des tiers par la suite.
- 1880 - Fondation à Québec du journal L'Électeur qui deviendra Le Soleil en 1896.
- 1880 - Fondation de la Société de Colonisation de Québec.
- 1881 - Le premier Congrès acadien se tient à Memramcook au Nouveau-Brunswick.
- 1881 - Le Musée de la Commission géologique du Canada (1844) devient le Musée national des sciences naturelles.
- 1881 - Élection générale (Québec) : Les conservateurs remportent la majorité des sièges.
- 1882 - L'Assemblée législative abolit les conditions foncières régissant l'éligibilité des députés.
- 1882 - Création du commissariat canadien à Paris.
- 1882 - Fondation de la Société royale du Canada.
- 1882 - Fondation du musée Peter Redpath à McGill.
- 1882 - Fondation de l'Ordre des Chevaliers du travail qui tient sa première assemblée à Montréal.
- 1883 - Le Parlement décrète la colonisation du Témiscamingue.
- 1884 - Constitution de la Société de colonisation de Montréal.
- 1884 - Le British Association for the Advancement of Science tient son congrès à Montréal.
- 1884 - Le drapeau national des Acadiens est adopté.
- 1884 - Fondation du journal La Presse à Montréal.
- 1885 - Le chemin de fer du Canadien Pacifique reliant Montréal à Vancouver) est complété le 7 novembre.
- 1885 - Pendaison de Louis Riel le 16 novembre.
- 1885 - Une grande assemblée populaire se tient au Champ-de-Mars à Montréal le 22 novembre en réaction à la mort de Riel. Honoré Mercier en appelle à la création d'un nouveau parti politique unissant conservateurs et libéraux canadiens-français, le Parti national.
- 1885 - L’Ordre des Chevaliers du travail publie leur programme dans lequel ils réclament du gouvernement provincial la création d'un réseau d'écoles du soir et de bibliothèques publiques à l'usage des classes laborieuses et que les patrons employant des enfants ne sachant ni lire ni écrire soient obligés de leur permettre de fréquenter l'école à des jours et à des heures déterminées.
- 1885 - Acte pour protéger la vie et la santé des personnes employées dans les manufactures. Pour les entreprises de 20 employés et plus, l’âge minimum est fixé à 12 ans pour les garçons et à 14 ans pour les filles. Toutefois, cette loi est difficile à appliquer parce que les parents et les employeurs y trouvent leur profit : l’enfant a besoin d’un apprentissage, les parents ont besoin de l’argent que l’enfant rapporte à la maison et l’employeur a besoin d’une main-d’œuvre à bon marché. Voir à ce sujet cet extrait proposé par le Musée McCord.
- 1885 - Implantation de la communauté des Frères maristes.
- 1886 - Implantation de la communauté des Frères de l'instruction chrétienne.
- 1886 - Création, par le gouvernement fédéral, de fermes expérimentales et, par la suite, d’un réseau de stations biologiques qui seront regroupées, en 1898, sous l’Office des recherches sur les pêcheries
- 1886 - Création de la Commission royale d'enquête sur le capital et le travail. En 1889, la plupart de ses recommandations furent ignorées. Il fallut attendre plusieurs décennies pour que les principales recommandations soient prises en compte. Par exemple, l'introduction de la journée de travail de neuf heures et de 54 heures par semaine, l'interdiction du travail des enfants de moins de 14 ans, la mise sur pied d'un système d'indemnisation des blessés au travail, la création d'un service d'inspection de la sécurité et de l'hygiène sur les lieux de travail.
- 1886 - Élection générale (Québec) : Les libéraux du Parti national remportent la majorité des sièges. Trois candidats ouvriers recueillirent 16 % des voix dans la région de Montréal.
- 1886 - Création de la Chambre de commerce de Montréal pour fonctionner en parallèle avec le Board of Trade qui existe depuis 1822.
- 1886 - Le 4 juillet, le premier train transcontinental du Canadien Pacifique arrive à Port Moody.
- 1887 - Honoré Mercier, chef du Parti national, devient premier ministre du Québec. Le nom de « Parti national » est vite abandonné et le parti reprend le nom de Parti libéral du Québec.
- 1887 - L'Ordre des Chevaliers du travail exige dans un manifeste, que l'on «mette en application le principe : à travail égal, salaire égal pour les deux sexes.» Le Parti socialiste ouvrier adopte une résolution similaire dans son manifeste de 1894 et exige le «droit de suffrage universel pour tous sans considération de croyance, couleur ou sexe». À cette époque, une femme dans les manufactures recevait 50 % du salaire d'un homme pour le même travail. Les enseignantes recevaient, pour leur part, 40 % du salaire d'un homme.
- 1887 - Inauguration du chemin de fer Québec-Lac-Saint-Jean.
- 1887 - L'École polytechnique de Montréal est affiliée à l'Université Laval.
- 1888 - Une importante épidémie de variole en 1885-1886 va donner naissance à un mouvement sanitaire et à la création du Conseil d’Hygiène de la Province de Québec.
- 1888 - Implantation de la communauté des Frères de Saint-Gabriel.
- 1888 - Dans l'objectif d'endiguer l’exode  vers les villes manufacturières et les usines américaines, Honoré Mercier crée le ministère de l'Agriculture et de la Colonisation. Le curé Labelle agit comme sous-ministre.
- 1888 - Présentation par Honoré Mercier, d'un projet de loi qui assure le règlement de la question des biens des Jésuites malgré l'opposition des protestants qui contestent l’attribution exclusive de fonds provinciaux à des catholiques.
- 1888 - L'Université McGill décerne les premiers diplômes de baccalauréat à des femmes. Toutefois, les femmes ne sont admises qu'à l'École normale et à la Faculté des arts. Les autres facultés leur sont fermées. L'Université Laval, qui est la seule université francophone à cette époque, refuse les femmes. Celles-ci ne peuvent que venir assister aux conférences.
- 1889 - Création de l'Ordre du mérite agricole.
- 1889 - Création, par Honoré Mercier d’écoles gratuites du soir à Montréal qui s'adressaient aux travailleurs. Lors de l’ouverture, des centaines d'hommes entre 16 et 50 ans, francophones et anglophones, assiégèrent les huit écoles du soir. Quelque 3 500 inscriptions furent alors enregistrées, total qui fut porté trois jours plus tard à 5 000.

## Années 1890
- 1890 - Le nombre d'écoles du soir gratuites destinées aux ouvriers de Montréal passe de 8 à 30 en un an. Des écoles sont également mises sur pied dans les villes satellites de Montréal: Joliette, Saint-Jérôme, Sorel, Saint-Hyacinthe et Valleyfield, là où se concentraient les filatures de la Montreal Cotton Company. Dans l'Estrie, des écoles du soir sont créées à Richmond, Farnham et Sherbrooke.
- 1890 - Une loi abolissant le financement d'écoles publiques catholiques et françaises est votée par le Manitoba. (Voir La question des écoles du Manitoba).
- 1890 - Le nombre de circonscriptions électorales passe de 65, qu'il était depuis 1867, à 74.
- 1890 - Élection générale (Québec) : Les libéraux, avec Honoré Mercier à leur tête, remportent la majorité des sièges et sont reportés au pouvoir.
- 1890 - Une loi québécoise (ch. 26) limite à 16 ans, pour les garçons, et à 18 ans, pour les filles, l'âge minimum pour travailler dans les industries jugées insalubres et dangereuses.
- 1891 - Honoré Mercier est démis de ses fonctions de premier ministre par le lieutenant-gouverneur Auguste-Réal Angers à la suite d'une fausse accusation de corruption dans ce qu'il est convenu d'appeler le scandale de la Baie des Chaleurs. Lors du procès, tenu le 4 novembre 1892, il sera déclaré innocent après seulement 17 minutes de délibération du jury.
- 1892 - Élection générale (Québec) : Les conservateurs remportent la majorité des sièges.
- 1892 - Les tramways électriques font leur apparition à Montréal.
- 1892 - Le retrait de la gratuité marque la fin des écoles du soir destinées aux ouvriers et créées en 1889.
- 1892 - Fondation de l’Institut agricole d’Oka qui sera affilié par la suite à l’Université de Montréal.
- 1892 - Une nouvelle loi québécoise des mines (ch. 20) est adoptée. L’âge minimum pour le travail sous la terre est de 15 ans pour les garçons. Pour les mines métallifères, il n’y a pas d’âge minimum. Le travail souterrain est interdit aux filles.
- 1893 - Le Congrès des métiers et du travail du Canada (C.M.C.T.) adopte, lors de son congrès tenu à Montréal, une série de résolutions jugées "révolutionnaires": étatisation des chemins de fer, des télégraphes et des téléphones, abolition du Sénat, droit de votes aux femmes.
- 1893 - La recherche en physique s’amorce à l'Université McGill.
- 1894 - Refonte de la loi relative aux asiles d’aliénés et règlement final de la question.
- 1895 - Avec la création de la circonscription des Îles-de-la-Madeleine, le nombre de circonscriptions électorales passe de 74 à 75.
- 1896 - Wilfrid Laurier est le deuxième Québécois et le premier francophone catholique élu premier ministre du Canada.
- 1896 - À la suite d'une décision du Conseil privé de Londres, le gouvernement fédéral perd son droit de désaveu des lois provinciales.
- 1896 - Le journal «L’Électeur» de Québec est condamné par les autorités ecclésiastiques.
- 1896 - Le journal «Le Soleil» est fondé à Québec et remplace «L’Électeur».
- 1897 - Élection générale (Québec) : Les libéraux remportent la majorité des sièges.
- 1897 - Le parti Libéral promet de soumettre à l'Assemblée législative un projet de loi prévoyant la création d'un ministère de l'Instruction publique et d'autres réformes. Le projet de loi se heurte à l'opposition des milieux conservateurs et de l'Église qui en appelle même au Vatican. La loi est bloquée au Conseil législatif (chambre haute non-élue de la Législation du Québec).
- 1897 - De tous les coins du Canada et des États-Unis se produit une course vers le Yukon où l’on a découvert de l’or.
- 1898 - Au cours d’un plébiscite tenu par le gouvernement fédéral, la province de Québec se prononce contre la prohibition des liqueurs alcooliques.
- 1898 - Avec le consentement du Québec, Ottawa fait s'étendre les limites du territoire du Québec jusqu'à la rivière Eastmain.
- 1899 - Début de la seconde guerre des Boers en Afrique du Sud. Alors que le Canada anglais désire participer aux efforts de guerre de la mère-patrie, les Québécois s'y opposent. Ces événements entraîneront la crise de la conscription de 1917-1918 et plus tard auront une influence sur celle de 1944.